# اودا ۱۱۴۴
سیارک ۱۱۴۴ (به انگلیسی: 1144 Oda، نامگذاری:1930BJ) هزار و صد و چهل و چهارمین سیارک کشف شده‌است که در ۲۸ ژانویه ۱۹۳۰ و در هایدلبرگ کشف شد.
قدر مطلق سیارک برابر ۱۰٫۰۰ است.